# Сладик-Кладенець
Сла́дик-Кла́денець (болг. Сладък кладенец) — село в Старозагорській області Болгарії. Входить до складу общини Стара Загора.

## Населення
За даними перепису населення 2011 року у селі проживали 180 осіб, з них 177 осіб (98,3%) — болгари.
Розподіл населення за віком у 2011 році:
Динаміка населення: